# Hrînciukî, Jovkva
Hrînciukî (în ucraineană Гринчуки) este un sat în comuna Kunîn din raionul Jovkva, regiunea Liov, Ucraina.

## Demografie
Componența lingvistică a localității Hrînciukî
     Ucraineană (97,56%)
     Rusă (2,44%)
Conform recensământului din 2001, majoritatea populației localității Hrînciukî era vorbitoare de ucraineană (97,56%), existând în minoritate și vorbitori de rusă (2,44%).